# The Replacements (gruppo musicale)
The Replacements sono stati un gruppo musicale alternative rock statunitense formatosi nel 1979 a Minneapolis, Minnesota.
La formazione della band, per la maggior parte della sua esistenza, fu composta dalla voce e chitarra Paul Westerberg, il chitarrista Bob Stinson, il bassista Tommy Stinson, e il batterista Chris Mars. Dopo il 1986 Bob Stinson fu sostituito da Slim Dunlap. Steve Foley sostituì Mars nel 1990. Sciolti nel 1991, ci fu una breve reunion tra il 2012 e il 2015. Nei primi album si ritrovano principalmente sonorità tipicamente hardcore caratteristico del movimento punk americano dei primi anni ottanta: questo periodo partorisce album quali Sorry Ma, Forgot to Take Out the Trash e Stink, preceduti da un EP di 4 canzoni, Raised in the City. Sviluppano già dall'album Hootenanny (1983) un suono più eterogeneo ma sempre contaminato dal punk, ottenendo un discreto successo con l'album Let It Be (1984), ad oggi considerato il loro capolavoro e uno dei dischi che maggiormente influenzerà l'alternative rock. Il riscontro ottenuto li porterà a firmare un contratto con una major, l'etichetta Sire Records. Di ottimo livello anche i successivi Tim (1985) e Pleased to Meet Me (1987), mentre gli ultimi due album della band (Don't Tell a Soul e All Shook Down) rappresentano già gli indizi di quella che a breve diventerà la carriera solista di Paul Westerberg. Considerato negli anni novanta un padrino del nuovo movimento grunge, Westerberg suonerà la colonna sonora del film generazionale Singles - L'amore è un gioco.
La musica dei Replacements è stata influenzata da artisti rock come The Rolling Stones, Faces, Big Star, Slade, Badfinger, Lou Reed e Beatles e artisti punk come Ramones, New York Dolls, Clash e Dead Boys.

## Storia

### Formazione e i primi anni
La loro storia inizia nel 1977, a Minneapolis, quando un diciannovenne di nome Bob Stinson regalò a suo fratello Tommy Stinson un basso per tenerlo lontano dalla strada. Quell'anno Bob incontrò Chris Mars, un liceale che aveva abbandonato la scuola. Con Mars alla chitarra e in seguito alla batteria, il trio chiamato “Dogbreath” incominciò a suonare cover di artisti come gli Aerosmith, Ted Nugent e Yes ma ancora senza un cantante. Un giorno Paul Westerberg, un custode dell'ufficio del senatore statunitense David Durenberger, stava camminando verso casa tornando dal lavoro e lungo la strada sentì suonare una band nel Stinsons' House. Impressionato dalla performance della band, Westerberg incominciò regolarmente a passare di lì per ascoltare il trio dopo il lavoro. Mars conobbe Westerberg e così lo invitò a fermarsi, ignaro che Mars fosse il batterista dei Dogbreath.
I Dogbreath fecero diverse audizioni per trovare un cantante, tra cui un hippie che leggeva i testi da dei fogli. La band finalmente trovò un cantante che non fu Westerberg, il quale auspicava quel ruolo ma un giorno preso da parte gli dissero che non “piaceva alla band”. Presto il neo assunto cantante lascia il suo ruolo e viene rimpiazzato da Westerberg. Prima che Westerberg entrasse nella band, i Dogbreath spesso cedevano all'abuso di alcol e droghe durante le prove, suonando le canzoni come fosse un secondo fine. In contrasto con il resto del gruppo, il relativamente disciplinato Westerberg appariva alle prove vestendosi ordinatamente insistendo poi per far praticata.
Dopo la scoperta delle prime generazioni di gruppi punk come The Clash, The Jam, The Damned e The Buzzcocks, i Dogbreath cambiarono il loro nome in The Impediments e suonarono senza Tommy Stinson in stato di ubriachezza ad un concerto nella sala di una chiesa nel giugno del 1980. Dopo esser stati sospesi dall'evento per il loro comportamento cambiarono il nome in The Replacements. In una memoria non pubblicata, Mars successivamente spiegò la scelta del nome della band: “Come forse il principale atto non mostra, e invece il pubblico deve accontentarsi di una sgridata di noi sgradevoli persone. [...] Sembrava coincidere con noi, descrivendo con precisione la nostra 'secondaria' e collettiva stima per la società.”

### Il Demo e Twin/Tone Records
La band presto registrò un demo di quattro canzoni nel seminterrato di Mars, in seguito consegnato a Peter Jesperson nel maggio 1980. Jesperson era il manager del Oar Folkjokeopus, un negozio punk rock a Minneapolis, e inoltre era anche il fondatore di Twin/Tone Records con un ingegnere locale chiamato Paul Stark. Westerberg inizialmente consegnò la cassetta per vedere se la band potesse suonare al Longhorn, una sede locale dove era influente la figura di Jesperson. Lui origliò dall'ufficio di Jesperson che quest'ultimo stesse per ascoltare il loro demo, e decise di aspettare che partisse la prima canzone, Raised in the City, per poi scappare via.
Jesperson ascoltò l'intera canzone più volte. “Se io ho mai avuto un momento magico nella mia vita, è stato quando ho inserito la cassetta,” dice Jesperson, “Io non sono nemmeno andato oltre la prima canzone finché non ho pensato che la mia testa stesse per esplodere”.
Jesperson chiamò Westerberg il giorno seguente, chiedendogli “Così volete fare un single o un album?”. Con il consenso di Stark e del resto della band, i Replacements firmarono un contratto con la Twin/Tone Records nel 1980. Il supporto di Jesperson venne benvoluto dalla band, e loro gli chiesero di diventare il loro manager dopo il loro secondo show. Dopo l'estate, la band eseguì concerti in diversi club quasi vuoti; quando finivano una canzone, escluso il basso ronzio delle conversazioni, la band avrebbe sentito Jesperson fischiare e applaudire calorosamente. “Il suo entusiasmo ci fece andare avanti, ogni volta, senza dubbio”, Mars poi disse, “La sua visione, la sua fiducia nella band era una forza che ci teneva uniti.”
Dopo aver firmato con Twin/Tone, Westerberg incominciò a scrivere nuove canzoni, e presto ebbe un intero album pieno di ottimo materiale. Sebbene non fosse importante allora, Twin/Tone non poteva realizzare l'album prima dell'agosto 1981. Dato che erano sospettosi del commercio della musica in generale, i Replacements non firmarono un contratto scritto con Twin/Tone Records.

## Formazione
- Paul Westerberg – voce, chitarre (1979–1991, 2006, 2012-in attività)
- Tommy Stinson – basso (1979–1991, 2006, 2012-in attività)
- Chris Mars – batteria (1979–1990, 2006)
- Bob Stinson – chitarre (1979–1986; deceduto nel 1995)
- Slim Dunlap – chitarre (1986–1991) (Deceduto)[5]
- Steve Foley – batteria (1990–1991; deceduto nel 2008)

## Discografia

### Album in studio
- 1981 – Sorry Ma, Forgot to Take Out the Trash
- 1983 – Hootenanny
- 1984 – Let It Be
- 1985 – Tim
- 1987 – Pleased to Meet Me
- 1989 – Don't Tell a Soul
- 1990 – All Shook Down

### Album dal vivo
- 1985 – The Shit Hits the Fans

### Raccolte
- 1986 – Boink!!
- 1997 – All for Nothing/Nothing for All
- 2006 – Don't You Know Who I Think I Was?: The Best of the Replacements

### EP
- 1982 – Stink
- 1987 – The Replacements E.P.

### Singoli
- 1981 – I'm in Trouble
- 1983 – Color Me Impressed
- 1984 – I Will Dare
- 1985 – Bastards of Young
- 1985 – Kiss Me on the Bus
- 1987 – Can't Hardly Wait
- 1987 – Alex Chilton
- 1987 – The Ledge
- 1988 – Skyway
- 1988 – Cruella DeVille
- 1989 – I'll Be You
- 1989 – Achin' to Be
- 1990 – Merry Go Round
- 1991 – Someone Take the Wheel
- 1991 – When It Began